# Pioneer 11

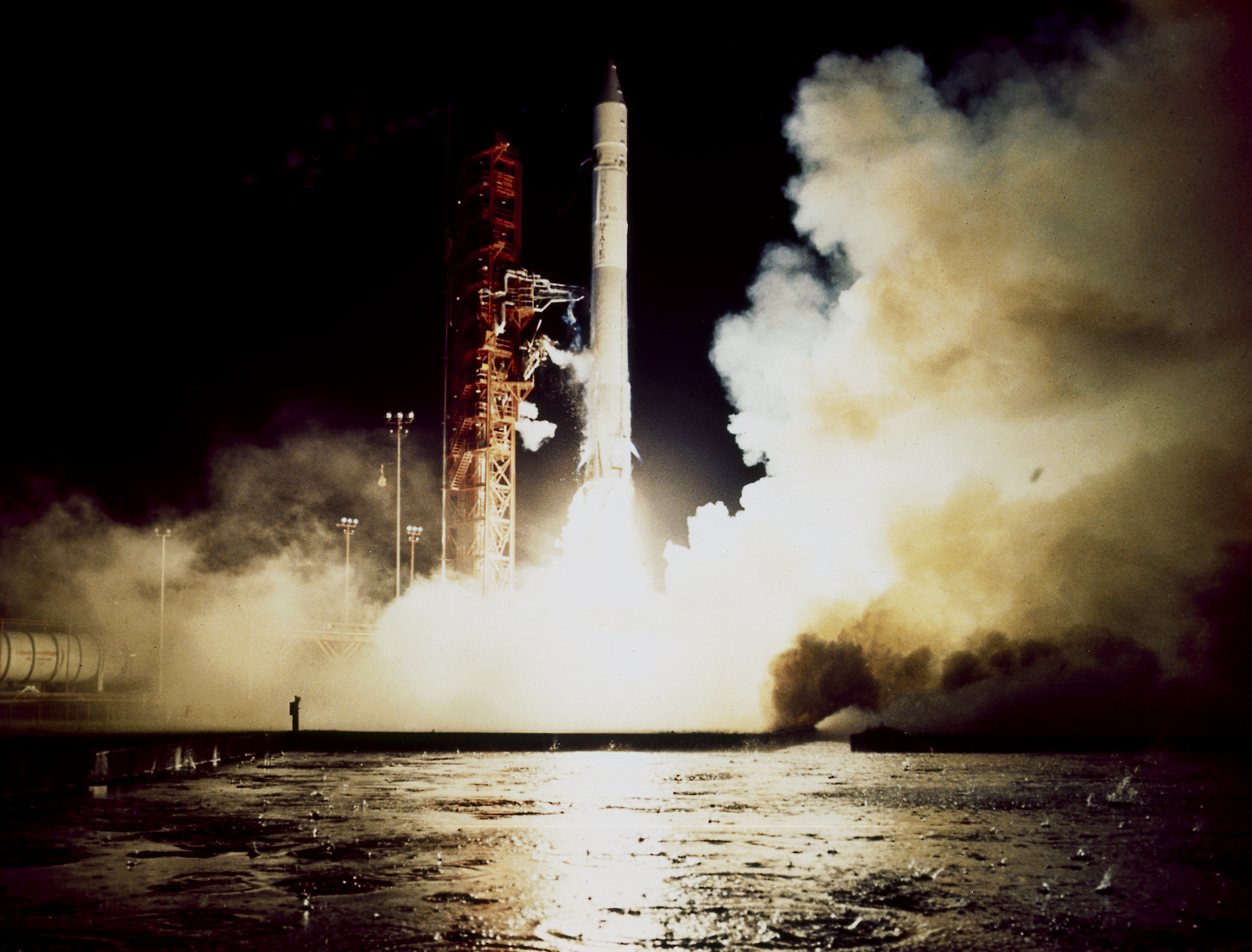
La Pioneer 11 enlairant-se amb l'empenta del coet Atlas-Centaur.

La Pioneer 11 va ser una de les primeres sondes del programa d'exploració espacial de la NASA. Va ser llançada des de Cap Canaveral el 5 d'abril de 1973. Després de travessar amb èxit el cinturó d'asteroides el 19 d'abril de 1974, es va reajustar la seva velocitat per situar la seva trajectòria a prop de Júpiter. Mentre sobrevolava Júpiter va obtenir imatges de la Gran Taca Vermella, va realitzar les primeres observacions de les regions polars i va determinar la massa de Cal·listo.
L'1 de setembre de 1979 va arribar a Saturn, fent les primeres fotografies de prop del planeta, i on va poder descobrir dos nous satèl·lits i anells addicionals. Després de la seva trobada amb Saturn, prosseguí la seva ruta cap a l'exterior del sistema solar, estudiant les partícules energètiques del vent solar.
Les sondes Pioneer obtenien la seva energia d'un generador termoelèctric per radioisòtops (RTG). La pèrdua d'eficàcia d'aquests generadors elèctrics va determinar el final de la seva missió el 24 de novembre de 1995.

La placa informativa de la Pioneer 11.

Com portava la Pioneer 10, i les Voyager posteriorment, la sonda incloïa una placa amb informació sobre la seva estructura i un missatge explicant, a una possible cultura extraterrestre, l'origen de la sonda. La placa inclou una figura d'un home, una dona, les transicions de l'àtom d'hidrogen i la posició del Sol i la Terra a la galàxia, la qual moltes vegades és atribuïda a les naus Voyager 1 i Voyager 2, portant a la confusió general, ja que les esmentades naus tenen plaques diferents. La placa va ser dissenyada per Carl Sagan i Frank Drake i dibuixada per Linda Salzman Sagan.